# Waldemar de Brito

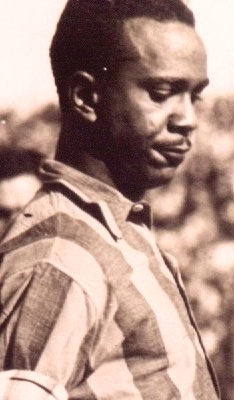
Waldemar de Brito

Waldemar de Brito (* 17. Mai 1913 in São Paulo; † 21. Februar 1979 ebenda) war ein brasilianischer Fußballspieler, der für mehrere Vereine in Brasilien und Argentinien, wie auch für die Brasilianische Nationalmannschaft, spielte. Er gilt als Entdecker der Fußballlegende Pelé. Er spielte auf der Position des Stürmers. Er wurde auch „Der Tänzer“ genannt.

## Vereinskarriere
De Brito begann seine Karriere beim FC São Paulo. Dort wurde er 1933 mit 33 Toren Torschützenkönig des Torneio Rio-São Paulo. Später spielte er für CA San Lorenzo de Almagro in Argentinien, bis er 1936 zurück nach Brasilien zu Flamengo Rio de Janeiro wechselte, wo er 1939 die Staatsmeisterschaft von Rio de Janeiro gewann. 1943 ging er zurück nach São Paulo zu Portuguesa Santista, wo er 1945 seine Karriere beendete.

## Nationalmannschaft
Er bestritt 18 Länderspiele für Brasilien und erzielte dabei 18 Tore. 1934 nahm er mit Brasilien bei der Weltmeisterschaft teil.
1934 wurde er zur brasilianischen Nationalmannschaft bei der Weltmeisterschaft in Italien berufen, wo er neben Leônidas da Silva als einer der Hauptstars Brasiliens empfangen wurde. Brasilien nahm nur an dieser Weltmeisterschaft teil, dank des Rückzugs der peruanischen Mannschaft. Aufgrund der Trennung zwischen Professionalität und Amateurismus verfügte der brasilianische Verband CBD, nicht über Spieler von Profivereinen, die ihr nicht angeschlossen waren. Das Unternehmen verpflichtete jedoch acht Spieler von Profivereinen, die den Kader, welcher ansonsten aus Spielern des Botafogo FR aus Rio de Janeiro bestand, auffüllten. Der Trainer der Nationalmannschaft, Luís Vinhais, konnte nur 17 Athleten in der Gruppe versammeln, die nach Europa reiste – neun von Botafogo und andere, darunter Leônidas da Silva die von der Organisation mit hohen Gehältern angelockt wurden. Um keine Spieler abstellen zu müssen, versteckte Palestra Itália sogar seine besten auf einem Bauernhof.
Spanien, der erste (und einzige) Gegner bei dieser Weltmeisterschaft, engagierte einen Beobachter, um zu analysieren, wie Waldemar de Brito und Leônidas da Silva spielten. Und die Arbeit zahlte sich aus, denn der spanische Spion bemerkte, das De Brito es bevorzugte, in die linke Ecke des Tores zu schießen. Und genau in diesem Spiel gab es einen Elfmeter zugunsten Brasiliens. Dieser wurde durch De Brito ausgeführt. Er schoss wieder in die linke Ecke und der spanische Torhüter Zamora parierte. Am Ende gewann Spanien mit 3:1 und schickte Brasilien nach Hause. Waldemar de Brito ging als erster Spieler in die Geschichte ein, der bei Weltmeisterschaften einen Elfmeter verschoss.

## Nach der aktiven Karriere
Nach seinem Rücktritt wurde Waldemar de Brito Talentscout von Bauru AC. In den 1950er-Jahren entdeckte er ein Kind namens Edson Arantes do Nascimento, heute besser bekannt als Pelé. Er brachte Pelé zum FC Santos und prophezeite, er würde einmal der beste Fußballer der Welt werden.

## Auszeichnungen
- Torschützenkönig Torneio Rio-São Paulo: 1933 33 Tore in 22 Spielen
- Staatsmeisterschaft von São Paulo: 1933 22 Tore